# Carlos Torres Núñez
Carlos Manuel Torres Núñez (Asuncion, 27 april 1970) is een voormalig Paraguayaans voetbalscheidsrechter. Hij was onder meer actief bij de Olympische Spelen (2004) en de strijd om de Copa América 2007 in Venezuela. In het najaar van 2012 kondigde hij zijn afscheid aan.

## Interlands
| Datum            | Wedstrijd              | Uitslag | Competitie        | Kreeg geel | Kreeg voor de tweede keer geel en dus rood | Weggestuurd |
| ---------------- | ---------------------- | ------- | ----------------- | ---------- | ------------------------------------------ | ----------- |
| 10 augustus 2000 | Costa Rica – Venezuela | 1 – 5   | Vriendschappelijk | 4          | 0                                          | 0           |
| 1 juni 2004      | Venezuela – Chili      | 0 – 1   | WK-kwalificatie   | 3          | 0                                          | 0           |
| 14 augustus 2004 | Griekenland – Mali     | 0 – 2   | Olympische Spelen | 4          | 0                                          | 0           |
| 18 augustus 2004 | Costa Rica – Portugal  | 4 – 2   | Olympische Spelen | 5          | 0                                          | 2           |
| 21 augustus 2004 | Mali – Italië          | 0 – 1   | Olympische Spelen | 9          | 0                                          | 0           |
| 17 november 2004 | Colombia – Bolivia     | 1 – 0   | WK-kwalificatie   | 1          | 0                                          | 0           |
| 4 juni 2005      | Colombia – Peru        | 5 – 0   | WK-kwalificatie   | 2          | 0                                          | 1           |
| 8 juni 2005      | Chili – Venezuela      | 2 – 1   | WK-kwalificatie   | 3          | 0                                          | 0           |
| 9 oktober 2005   | Argentinië – Peru      | 2 – 0   | WK-kwalificatie   | 3          | 0                                          | 1           |
| 1 juli 2007      | Brazilië – Chili       | 3 – 0   | Copa América      | 9          | 0                                          | 0           |
| 18 november 2007 | Peru – Brazilië        | 1 – 1   | WK-kwalificatie   | 5          | 0                                          | 0           |
| 14.16.2008       | Peru – Colombia        | 1 – 1   | WK-kwalificatie   | 5          | 0                                          | 0           |
| 7 september 2008 | Chili – Brazilië       | 0 – 3   | WK-kwalificatie   | 10         | 0                                          | 2           |
| 11 oktober 2008  | Argentinië – Uruguay   | 2 – 1   | WK-kwalificatie   | 10         | 0                                          | 0           |
| 7 juni 2009      | Peru – Ecuador         | 1 – 2   | WK-kwalificatie   | 5          | 0                                          | 0           |
| 9 september 2009 | Uruguay – Colombia     | 3 – 1   | WK-kwalificatie   | 3          | 0                                          | 2           |
| 14 oktober 2009  | Chili – Ecuador        | 1 – 0   | WK-kwalificatie   | 6          | 0                                          | 1           |
| 3 maart 2010     | Engeland – Egypte      | 3 – 1   | Vriendschappelijk | 1          | 0                                          | 0           |
| 17 november 2010 | Chili – Uruguay        | 2 – 0   | Vriendschappelijk | 5          | 0                                          | 1           |